# Saint Louis Billikens (labdarúgócsapat)
A Saint Louis Billikens férfi labdarúgócsapata a Saint Louis Egyetem Atlantic 10 Conference-szereplő labdarúgócsapata, a Division I tagja. A soccer a legfontosabb őszi sport az SLU-n, amely 1949 óta nem támogatta a labdarúgást.
Az 1950-es évek végétől az 1970-es évek végéig uralták a college footballt, 10 NCAA Men's Soccer Championshipet nyertek, minden egyetemet együttvéve is a legtöbbet. Ennek ellenére 1974 óta nem vesz részt az NCAA küzdelmeiben. Az 1972-es bajnoki címet megosztva nyerték el a San Francisco Donsszal.
A 60-as, 70-es évekbeli nagy sorozat idején Bob Guelker vezette az első 5 bajnoki címre a csapatot, majd Harry Keough vette át az irányítást, akivel szintén 5-ször nyerték el a trófeát. Dan Donigan 2001. februárjától 2010. januárig szolgált, amikor elfogadta a Rutgers ajánlatát.  